# Hieracium australius
Hieracium australius es una especie de planta con flor del género Hieracium, de la familia Asteraceae, orden Asterales.

## Distribución
Hieracium australius se distribuye por la Isla Shetland.

## Taxonomía
Fue descrita científicamente por (Beeby) Pugsl. Fue publicada en J. Ecol. 33: 346 (1946).